# Campionato mondiale maschile di pallavolo 1970
Il campionato mondiale di pallavolo maschile 1970 si è svolto dal 20 settembre al 2 ottobre 1970 a Haskovo, Kurdjali, Sofia e Yambol, in Bulgaria: al torneo hanno partecipato ventiquattro squadre nazionali e la vittoria finale è andata per la prima volta alla Germania Est.

## Prima Fase
Le prime due squadre di ciascun gruppo vengono inserite in un girone finale da 8 squadre per determinare le posizioni dalla prima all'ottava. Stesso procedimento per le squadre classificate al 3º e 4º posto (per le posizioni dalla nona alla sedicesima) e le ultime due di ciascun gruppo (per le posizioni dalla diciassettesima alla ventiquattresima).

### Gruppo A
| Bulgaria   | 3 - 0 | Italia     |
| Belgio     | 3 - 0 | Israele    |
| Jugoslavia | 3 - 2 | Iran       |
| Israele    | 3 - 0 | Iran       |
| Jugoslavia | 3 - 2 | Italia     |
| Bulgaria   | 3 - 0 | Belgio     |
| Bulgaria   | 3 - 0 | Iran       |
| Jugoslavia | 3 - 0 | Israele    |
| Belgio     | 3 - 1 | Italia     |
| Bulgaria   | 3 - 0 | Jugoslavia |
| Belgio     | 3 - 0 | Iran       |
| Italia     | 3 - 0 | Israele    |
| Bulgaria   | 3 - 0 | Israele    |
| Belgio     | 3 - 0 | Jugoslavia |
| Italia     | 3 - 0 | Iran       |

| Pos | Squadra    | P  | Set V | Set P |
| --- | ---------- | -- | ----- | ----- |
| 1   | Bulgaria   | 10 | 15    | 0     |
| 2   | Belgio     | 8  | 12    | 4     |
| 3   | Jugoslavia | 6  | 9     | 10    |
| 4   | Italia     | 4  | 9     | 9     |
| 5   | Israele    | 2  | 3     | 12    |
| 6   | Iran       | 0  | 2     | 15    |

### Gruppo B
| Polonia        | 3 - 1 | Finlandia   |
| Ungheria       | 3 - 0 | Stati Uniti |
| Cecoslovacchia | 3 - 1 | Brasile     |
| Stati Uniti    | 3 - 2 | Finlandia   |
| Polonia        | 3 - 1 | Brasile     |
| Cecoslovacchia | 3 - 1 | Ungheria    |
| Cecoslovacchia | 3 - 0 | Finlandia   |
| Brasile        | 3 - 1 | Finlandia   |
| Ungheria       | 3 - 1 | Finlandia   |
| Cecoslovacchia | 3 - 1 | Polonia     |
| Polonia        | 3 - 2 | Ungheria    |
| Cecoslovacchia | 3 - 0 | Stati Uniti |
| Ungheria       | 3 - 1 | Brasile     |
| Polonia        | 3 - 1 | Stati Uniti |
| Brasile        | 3 - 0 | Stati Uniti |

| Pos | Squadra        | P  | Set V | Set P |
| --- | -------------- | -- | ----- | ----- |
| 1   | Cecoslovacchia | 10 | 15    | 2     |
| 2   | Polonia        | 8  | 12    | 8     |
| 3   | Ungheria       | 6  | 12    | 8     |
| 4   | Brasile        | 4  | 9     | 10    |
| 5   | Stati Uniti    | 2  | 4     | 14    |
| 6   | Finlandia      | 0  | 5     | 15    |

### Gruppo C
| Paesi Bassi    | 3 - 0 | Venezuela      |
| Romania        | 3 - 0 | Francia        |
| Giappone       | 3 - 0 | Corea del Nord |
| Francia        | 3 - 1 | Venezuela      |
| Paesi Bassi    | 3 - 1 | Corea del Nord |
| Giappone       | 3 - 0 | Romania        |
| Francia        | 3 - 2 | Paesi Bassi    |
| Corea del Nord | 3 - 0 | Venezuela      |
| Giappone       | 3 - 0 | Francia        |
| Romania        | 3 - 0 | Paesi Bassi    |
| Giappone       | 3 - 0 | Paesi Bassi    |
| Giappone       | 3 - 0 | Venezuela      |
| Romania        | 3 - 1 | Venezuela      |
| Romania        | 3 - 1 | Corea del Nord |
| Corea del Nord | 3 - 0 | Francia        |

| Pos | Squadra        | P  | Set V | Set P |
| --- | -------------- | -- | ----- | ----- |
| 1   | Giappone       | 10 | 15    | 0     |
| 2   | Romania        | 8  | 12    | 5     |
| 3   | Corea del Nord | 6  | 8     | 9     |
| 4   | Paesi Bassi    | 4  | 8     | 10    |
| 5   | Francia        | 2  | 6     | 12    |
| 6   | Venezuela      | 0  | 2     | 15    |

### Gruppo D
| Unione Sovietica | 3 - 0 | Tunisia          |
| Mongolia         | 3 - 1 | Guinea           |
| Germania Est     | 3 - 0 | Cuba             |
| Unione Sovietica | 3 - 0 | Mongolia         |
| Germania Est     | 3 - 0 | Guinea           |
| Cuba             | 3 - 0 | Tunisia          |
| Tunisia          | 3 - 2 | Mongolia         |
| Germania Est     | 3 - 0 | Mongolia         |
| Germania Est     | 3 - 1 | Unione Sovietica |
| Germania Est     | 3 - 0 | Tunisia          |
| Unione Sovietica | 3 - 0 | Guinea           |
| Cuba             | 3 - 0 | Mongolia         |
| Unione Sovietica | 3 - 0 | Cuba             |
| Cuba             | 3 - 0 | Guinea           |
| Guinea           | 3 - 2 | Tunisia          |

| Pos | Squadra          | P  | Set V | Set P |
| --- | ---------------- | -- | ----- | ----- |
| 1   | Germania Est     | 10 | 15    | 1     |
| 2   | Unione Sovietica | 8  | 13    | 3     |
| 3   | Cuba             | 6  | 9     | 6     |
| 4   | Mongolia         | 4  | 5     | 13    |
| 5   | Tunisia          | 2  | 5     | 14    |
| 6   | Guinea           | 0  | 4     | 14    |

## Seconda Fase

### 17º-24º posto
| Iran        | 3 - 0 | Tunisia     |
| Venezuela   | 3 - 0 | Guinea      |
| Finlandia   | 3 - 2 | Israele     |
| Stati Uniti | 3 - 1 | Francia     |
| Tunisia     | 3 - 0 | Finlandia   |
| Israele     | 3 - 1 | Guinea      |
| Stati Uniti | 3 - 1 | Venezuela   |
| Francia     | 3 - 0 | Iran        |
| Finlandia   | 3 - 0 | Guinea      |
| Francia     | 3 - 1 | Tunisia     |
| Iran        | 3 - 0 | Venezuela   |
| Stati Uniti | 3 - 0 | Israele     |
| Tunisia     | 3 - 1 | Venezuela   |
| Francia     | 3 - 1 | Israele     |
| Stati Uniti | 3 - 0 | Guinea      |
| Finlandia   | 3 - 1 | Iran        |
| Israele     | 3 - 0 | Venezuela   |
| Tunisia     | 3 - 1 | Stati Uniti |
| Iran        | 3 - 2 | Guinea      |
| Francia     | 3 - 0 | Finlandia   |
| Stati Uniti | 3 - 2 | Iran        |
| Francia     | 3 - 0 | Guinea      |
| Israele     | 3 - 0 | Tunisia     |
| Finlandia   | 3 - 0 | Venezuela   |

| Pos | Squadra     | P  | Set V | Set P |
| --- | ----------- | -- | ----- | ----- |
| 17  | Francia     | 12 | 19    | 6     |
| 18  | Stati Uniti | 12 | 19    | 9     |
| 19  | Israele     | 8  | 15    | 10    |
| 20  | Finlandia   | 8  | 14    | 12    |
| 21  | Iran        | 6  | 12    | 14    |
| 22  | Tunisia     | 6  | 12    | 14    |
| 23  | Venezuela   | 2  | 6     | 18    |
| 24  | Guinea      | 2  | 6     | 20    |

### 9º-16º posto
| Ungheria       | 3 - 2 | Italia      |
| Brasile        | 3 - 0 | Mongolia    |
| Cuba           | 3 - 1 | Paesi Bassi |
| Corea del Nord | 3 - 0 | Jugoslavia  |
| Ungheria       | 3 - 2 | Paesi Bassi |
| Corea del Nord | 3 - 0 | Mongolia    |
| Jugoslavia     | 3 - 1 | Cuba        |
| Brasile        | 3 - 1 | Italia      |
| Jugoslavia     | 3 - 0 | Mongolia    |
| Corea del Nord | 3 - 2 | Italia      |
| Ungheria       | 3 - 2 | Cuba        |
| Brasile        | 3 - 2 | Paesi Bassi |
| Italia         | 3 - 1 | Mongolia    |
| Cuba           | 3 - 1 | Brasile     |
| Jugoslavia     | 3 - 0 | Paesi Bassi |
| Corea del Nord | 3 - 1 | Ungheria    |
| Cuba           | 3 - 2 | Italia      |
| Paesi Bassi    | 3 - 0 | Mongolia    |
| Jugoslavia     | 3 - 2 | Ungheria    |
| Corea del Nord | 3 - 1 | Brasile     |
| Paesi Bassi    | 3 - 2 | Italia      |
| Ungheria       | 3 - 0 | Mongolia    |
| Corea del Nord | 3 - 0 | Cuba        |
| Brasile        | 3 - 1 | Jugoslavia  |

| Pos | Squadra        | P  | Set V | Set P |
| --- | -------------- | -- | ----- | ----- |
| 9   | Corea del Nord | 12 | 19    | 7     |
| 10  | Jugoslavia     | 10 | 16    | 11    |
| 11  | Ungheria       | 10 | 18    | 13    |
| 12  | Brasile        | 8  | 15    | 13    |
| 13  | Cuba           | 8  | 15    | 13    |
| 14  | Paesi Bassi    | 6  | 14    | 15    |
| 15  | Italia         | 2  | 14    | 19    |
| 16  | Mongolia       | 0  | 1     | 21    |

### 1º-8º posto
| Unione Sovietica | 3 - 0 | Belgio           |
| Cecoslovacchia   | 3 - 2 | Romania          |
| Bulgaria         | 3 - 2 | Giappone         |
| Germania Est     | 3 - 0 | Polonia          |
| Romania          | 3 - 1 | Belgio           |
| Unione Sovietica | 3 - 1 | Giappone         |
| Bulgaria         | 3 - 1 | Polonia          |
| Germania Est     | 3 - 0 | Cecoslovacchia   |
| Giappone         | 3 - 0 | Polonia          |
| Germania Est     | 3 - 0 | Belgio           |
| Bulgaria         | 3 - 1 | Cecoslovacchia   |
| Romania          | 3 - 2 | Unione Sovietica |
| Polonia          | 3 - 1 | Belgio           |
| Bulgaria         | 3 - 0 | Unione Sovietica |
| Giappone         | 3 - 0 | Cecoslovacchia   |
| Germania Est     | 3 - 0 | Romania          |
| Cecoslovacchia   | 3 - 0 | Belgio           |
| Bulgaria         | 3 - 0 | Romania          |
| Polonia          | 3 - 1 | Unione Sovietica |
| Giappone         | 3 - 2 | Germania Est     |
| Polonia          | 3 - 2 | Romania          |
| Giappone         | 3 - 0 | Belgio           |
| Cecoslovacchia   | 3 - 0 | Unione Sovietica |
| Germania Est     | 3 - 2 | Bulgaria         |

| Pos | Squadra          | P  | Set V | Set P |
| --- | ---------------- | -- | ----- | ----- |
| 1   | Germania Est     | 12 | 20    | 6     |
| 2   | Bulgaria         | 12 | 20    | 7     |
| 3   | Giappone         | 10 | 18    | 8     |
| 4   | Cecoslovacchia   | 8  | 13    | 11    |
| 5   | Polonia          | 6  | 10    | 16    |
| 6   | Unione Sovietica | 4  | 10    | 16    |
| 7   | Romania          | 4  | 10    | 18    |
| 8   | Belgio           | 0  | 2     | 21    |

## Classifica finale
| Posiz | Nazione          |
| ----- | ---------------- |
|       | GERMANIA EST     |
|       | Bulgaria         |
|       | Giappone         |
| 4     | Cecoslovacchia   |
| 5     | Polonia          |
| 6     | Unione Sovietica |
| 7     | Romania          |
| 8     | Belgio           |
| 9     | Corea del Nord   |
| 10    | Jugoslavia       |
| 11    | Ungheria         |
| 12    | Brasile          |
| 13    | Cuba             |
| 14    | Paesi Bassi      |
| 15    | Italia           |
| 16    | Mongolia         |
| 17    | Francia          |
| 18    | Stati Uniti      |
| 19    | Israele          |
| 20    | Finlandia        |
| 21    | Iran             |
| 22    | Tunisia          |
| 23    | Venezuela        |
| 24    | Guinea           |

| Campione Mondiale 1970 |
| ---------------------- |
| Germania Est 1º titolo |